# Tony Allen (cestista)
Anthony Allen, detto Tony (Chicago, 11 gennaio 1982), è un ex cestista statunitense, professionista nella NBA.

## Caratteristiche tecniche
Abilissimo in marcatura, è stato definito da Kobe Bryant, Kevin Durant e Stephen Curry il più forte difensore mai affrontato.

## Carriera
Allen ha frequentato la Crane High School a Chicago, giocando nella squadra di basket assieme al futuro giocatore dei Detroit Pistons, Will Bynum.
Nel 2000 passò al Butler County College di El Dorado, nel Kansas, dove mantenne una media di 16,5 punti, 6,1 rimbalzi e 2,8 palle rubate a partita.
L'anno successivo frequentò il Wabash Valley College in Mount Carmel, nell'Illinois, dove condusse la sua squadra ad un primato di 32 partite vinte e 6 perse.
Per i suoi ultimi due anni di College, Allen si trasferì alla Oklahoma State University (OSU), dove mantenne una media di 16 punti a partita, guidando i Cowboys alle Final Four del torneo NCAA.
Allen divenne il primo giocatore nella storia della Oklahoma State University a segnare complessivamente 1000 punti in due stagioni.
In quella stessa università si laureò in scienze dell'educazione.

### NBA

#### Boston Celtics
Allen venne selezionato dai Boston Celtics con la 25ª scelta assoluta al Draft NBA 2004.
Terminò la sua stagione da rookie segnando 6,4 punti, conquistando 2,9 rimbalzi a partita e stabilendosi terzo nella Lega per numero di palloni rubati in 48 minuti di gioco, con 2,89.
Venne convocato nella squadra dei rookie per giocare l'NBA Rookie Challenge, la partita durante l'NBA All-Star Weekend in cui si affrontano i migliori giocatori ai primi due anni nella Lega.
Nell'agosto del 2005 venne coinvolto in una rissa fuori da un ristorante di Chicago, che lo costrinse a trascorrere due notti in prigione, nonostante non fosse colpevole: l'assoluzione infatti arrivò il 24 aprile del 2007.
A causa di questo episodio e di numerosi infortuni sofferti al ginocchio destro, Allen fu costretto a saltare la maggior parte della stagione 2005-06.
Il 10 gennaio 2007, nei minuti finali della partita persa dai suoi Celtics contro gli Indiana Pacers, Allen si infortunò nuovamente al ginocchio, lacerando i legamenti crociati anteriori e il legamento collaterale laterale.
Entrò nella sala operatoria del New England Baptist Hospital il 13 gennaio, e non fece più ritorno in campo per il resto della stagione.
Durante quella stagione stava mantenendo medie di 11,5 punti, 3,8 rimbalzi e 1,48 palle rubate in 33 partite giocate.
Ritornò sui campi da gioco solo nove mesi dopo l'operazione.
Il 23 luglio 2008 Allen firmò un contratto biennale con i Celtics, dopo aver vinto il titolo nella stagione 2007-08.

#### Memphis Grizzlies
Nel luglio del 2010, Allen firmò un contratto triennale con i Memphis Grizzlies.
Nel 2011 venne inserito nel secondo miglior quintetto difensivo dell'NBA, grazie alla media di 1,79 palle rubate per partita.
Nel 2013 raggiunge con Memphis la finale della Western Conference, dove però i Grizzlies vengono battuti per 4-0 dai San Antonio Spurs.

## Statistiche

### College
| Anno      | Squadra     | PG | PT | MP   | TC%  | 3P%  | TL%  | RP  | AP  | PRP | SP  | PP   |
| --------- | ----------- | -- | -- | ---- | ---- | ---- | ---- | --- | --- | --- | --- | ---- |
| 2002-2003 | OSU Cowboys | 32 | 28 | 31,2 | 44,7 | 39,5 | 69,1 | 5,4 | 2,7 | 1,9 | 0,8 | 14,4 |
| 2003-2004 | OSU Cowboys | 35 | 34 | 31,6 | 50,4 | 29,7 | 67,5 | 5,5 | 3,1 | 2,1 | 0,9 | 16,0 |
| Carriera  | Carriera    | 67 | 62 | 31,4 | 47,7 | 34,7 | 68,2 | 5,5 | 2,9 | 2,0 | 0,8 | 15,3 |

### NBA

#### Regular Season
| Anno       | Squadra           | PG  | PT  | MP   | TC%  | 3P%  | TL%  | RP  | AP  | PRP | SP  | PP   |
| ---------- | ----------------- | --- | --- | ---- | ---- | ---- | ---- | --- | --- | --- | --- | ---- |
| 2004-2005  | Boston Celtics    | 77  | 34  | 16,4 | 47,5 | 38,7 | 73,7 | 2,9 | 0,8 | 1,0 | 0,3 | 6,4  |
| 2005-2006  | Boston Celtics    | 51  | 9   | 19,2 | 47,1 | 32,4 | 74,6 | 2,2 | 1,3 | 1,0 | 0,4 | 7,2  |
| 2006-2007  | Boston Celtics    | 33  | 18  | 24,4 | 51,4 | 24,2 | 78,4 | 3,8 | 1,7 | 1,5 | 0,4 | 11,5 |
| 2007-2008† | Boston Celtics    | 75  | 11  | 18,3 | 43,4 | 31,6 | 76,2 | 2,2 | 1,5 | 0,8 | 0,3 | 6,6  |
| 2008-2009  | Boston Celtics    | 46  | 2   | 19,3 | 48,2 | 22,2 | 72,5 | 2,3 | 1,4 | 1,2 | 0,5 | 7,8  |
| 2009-2010  | Boston Celtics    | 54  | 8   | 16,5 | 51,0 | 0,0  | 60,5 | 2,7 | 1,3 | 1,1 | 0,4 | 6,1  |
| 2010-2011  | Memphis Grizzlies | 72  | 31  | 20,8 | 51,0 | 17,4 | 75,3 | 2,7 | 1,4 | 1,8 | 0,6 | 8,9  |
| 2011-2012  | Memphis Grizzlies | 58  | 57  | 26,3 | 46,9 | 30,8 | 80,0 | 4,0 | 1,4 | 1,8 | 0,6 | 9,8  |
| 2012-2013  | Memphis Grizzlies | 79  | 79  | 26,7 | 44,5 | 12,5 | 71,7 | 4,6 | 1,2 | 1,5 | 0,6 | 8,9  |
| 2013-2014  | Memphis Grizzlies | 55  | 28  | 23,2 | 49,4 | 23,4 | 62,8 | 3,8 | 1,7 | 1,6 | 0,3 | 9,0  |
| 2014-2015  | Memphis Grizzlies | 63  | 41  | 26,2 | 49,5 | 34,5 | 62,7 | 4,4 | 1,4 | 2,0 | 0,5 | 8,6  |
| 2015-2016  | Memphis Grizzlies | 64  | 57  | 25,3 | 45,8 | 35,7 | 65,2 | 4,6 | 1,1 | 1,7 | 0,3 | 8,4  |
| 2016-2017  | Memphis Grizzlies | 71  | 66  | 27,0 | 46,1 | 27,8 | 61,5 | 5,5 | 1,4 | 1,6 | 0,4 | 9,1  |
| 2017-2018  | N.O. Pelicans     | 22  | 0   | 12,4 | 48,4 | 33,3 | 52,4 | 2,1 | 0,4 | 0,5 | 0,1 | 4,7  |
| Carriera   | Carriera          | 820 | 441 | 22,0 | 47,5 | 28,2 | 70,9 | 3,5 | 1,3 | 1,4 | 0,4 | 8,1  |

#### Playoffs
| Anno     | Squadra           | PG  | PT | MP   | TC%  | 3P%  | TL%  | RP  | AP  | PRP | SP  | PP   |
| -------- | ----------------- | --- | -- | ---- | ---- | ---- | ---- | --- | --- | --- | --- | ---- |
| 2005     | Boston Celtics    | 7   | 3  | 12,9 | 44,4 | -    | 42,9 | 1,7 | 0,3 | 0,4 | 0,3 | 2,7  |
| 2008†    | Boston Celtics    | 15  | 0  | 4,3  | 56,3 | 0,0  | 40,0 | 0,2 | 0,2 | 0,1 | 0,0 | 1,3  |
| 2009     | Boston Celtics    | 10  | 0  | 6,0  | 50,0 | -    | 100  | 0,9 | 0,3 | 0,2 | 0,0 | 0,9  |
| 2010     | Boston Celtics    | 24  | 0  | 16,3 | 48,0 | 0,0  | 77,8 | 1,7 | 0,7 | 1,0 | 0,6 | 5,1  |
| 2011     | Memphis Grizzlies | 13  | 13 | 26,9 | 42,6 | 14,3 | 65,9 | 2,9 | 1,5 | 1,9 | 0,4 | 8,8  |
| 2012     | Memphis Grizzlies | 7   | 7  | 24,3 | 40,0 | 0,0  | 70,6 | 3,1 | 0,7 | 1,3 | 1,0 | 6,9  |
| 2013     | Memphis Grizzlies | 15  | 15 | 28,1 | 43,2 | 25,0 | 75,9 | 6,1 | 1,8 | 2,0 | 0,3 | 10,3 |
| 2014     | Memphis Grizzlies | 7   | 1  | 32,9 | 48,6 | 0,0  | 76,2 | 7,7 | 1,4 | 1,7 | 0,1 | 12,3 |
| 2015     | Memphis Grizzlies | 10  | 9  | 27,9 | 49,1 | 14,3 | 75,0 | 5,2 | 1,5 | 2,4 | 1,1 | 6,6  |
| 2016     | Memphis Grizzlies | 4   | 2  | 23,5 | 30,3 | 14,3 | 69,2 | 2,8 | 0,8 | 1,3 | 0,5 | 7,5  |
| Carriera | Carriera          | 112 | 50 | 19,2 | 44,7 | 10,6 | 71,6 | 3,0 | 0,9 | 1,2 | 0,4 | 6,0  |

## Palmarès
- Campionato NBA: 1

Boston Celtics: 2008
- NBA All-Defensive Team: 6

First Team: 2012, 2013, 2015
Second Team: 2011, 2016, 2017